# Pomnik Ofiar Stalinizmu we Wrocławiu
Pomnik Ofiar Stalinizmu – pomnik wzniesiony we Wrocławiu niedaleko Opery Wrocławskiej.
Pomnik projektu Tadeusza Tellera, odsłonięty 17 września 1989 r., formą przypomina dolmen, złożony z nachylonych płyt kamiennych, na których znajdują się: z prawej strony krzyż, z lewej – orzeł, pośrodku – krzyż Virtuti Militari, a pod nim płyta metalowa z napisem: "W 50 rocznicę narzucenia systemu stalinowskiego Polakom w hołdzie jego ofiarom ku przestrodze żyjącym i przyszłym pokoleniom". Całość wieńczy stylizowana korona cierniowa. Z prawej strony pomnika jest tablica z napisem: "Tym którzy odbudowali Polskę i zagospodarowali ziemie odzyskane. W 50 rocznicę Naród Polski". Tablice te umieszczono w 1995 r.